# Coracina boyeri
La coracina di Boyer (Coracina boyeri Gray, 1846) è un uccello della famiglia Campephagidae.
Vive in Indonesia e in Papua Nuova Guinea. Il suo habitat naturale è la foresta umida tropicale e subtropicale o la foresta di mangrovia tropicale.

## Sottospecie
Secondo gli studi si Alan P. Peterson, la specie comprende due sottospecie:
- Coracina boyeri boyeri (Gray,GR) 1846 ;
- Coracina boyeri subalaris (Sharpe) 1878.